# Солеен Юсеф
Солеен Юсеф e режисьорка, актриса и певица от Иракски Кюрдистан.

## Биография
Родена е през 1987 г. в Дахук, Иракски Кюрдистан. На 9-годишна възраст заедно със семейството си се преселва в Германия.
Започва да учи за певица и актриса в Академията за сценични изкуства, работи като асистент-режисьор в Mîtosfilm. Започва да учи режисура във филмова академия в Баден-Вюртемберг през 2008 г. Дипломира се с филма „Къща без покрив“, който е и нейният първи пълнометражен филм.

## Филмография
- 2011 г.: NOŞ – късометражен
- 2012 г.: „Тратория“ – късометражен
- 2014 г.: Der NSU-Prozess: Das Protokoll des ersten Jahres – документален
- 2015 г.: Der NSU-Prozess: Das Protokoll des zweiten Jahres – документален
- 2016 г.: Къща без покрив